# W Virginis

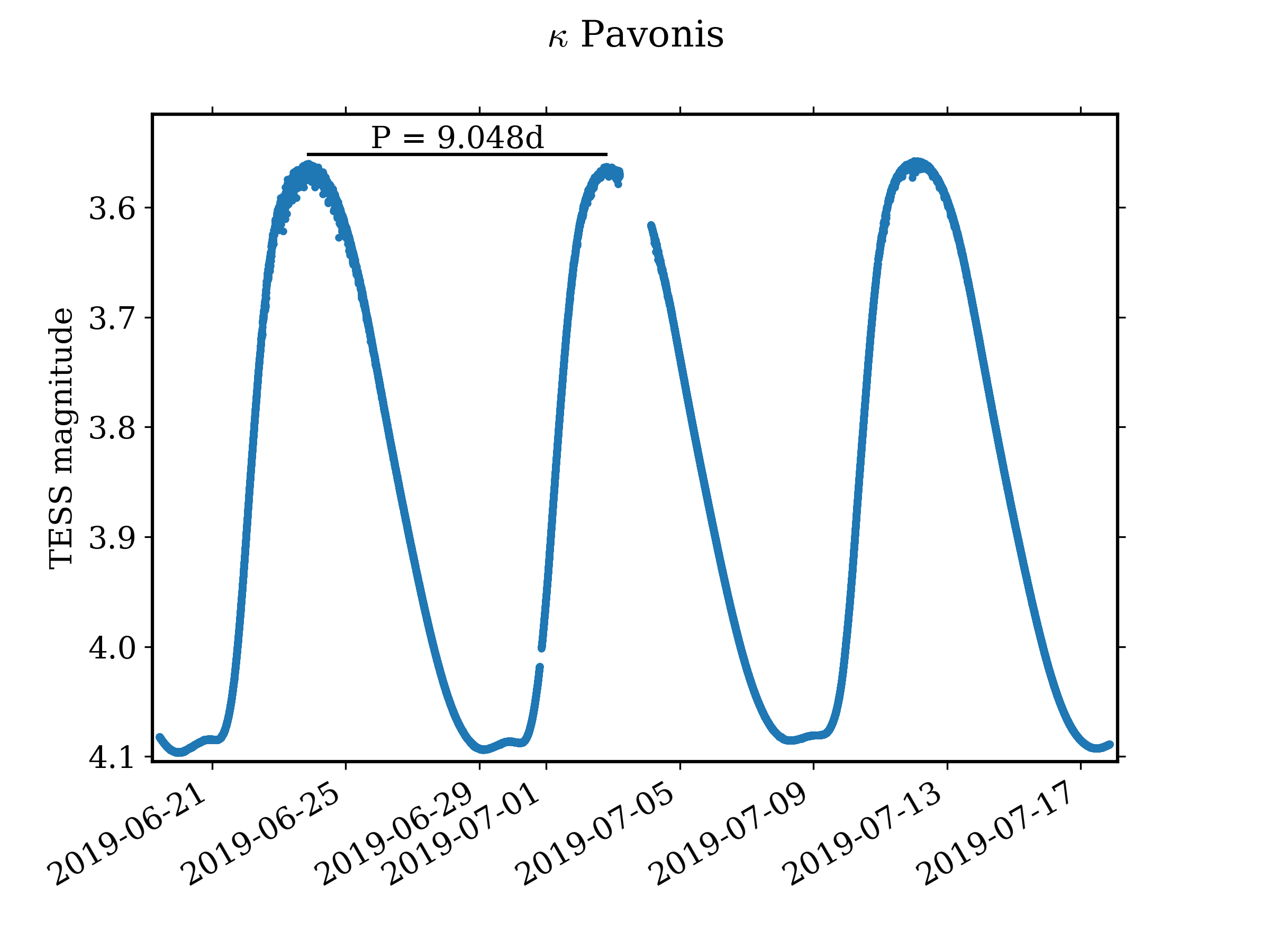
Linhas semelhantes altas e baixas

W Virginis são uma classe de estrelas variáveis semelhante às estrelas Cefeidas. No entanto, usando a fórmula para as W Virginis variáveis para calcular a distância de uma cefeida, irá produzir um valor muito pequeno, um equívoco que Edwin Hubble fez enquanto observava a M31.
Estrelas W Virginis diferem das Cefeidas porque são estrelas de População II e assim ter uma metalicidade menor do que nosso sol. Sua luminosidade é, em média, menor que a das Cefeidas clássicas, por volta de 1,5 de magnitude absoluta. O período varia entre 10 e 20 dias.